# Johann Jacobé
Johann Jacobé (Vienne, 1733 - 1797) est un graveur autrichien. Il est un spécialiste de la manière noire après l'avoir apprise à Londres.

## Biographie

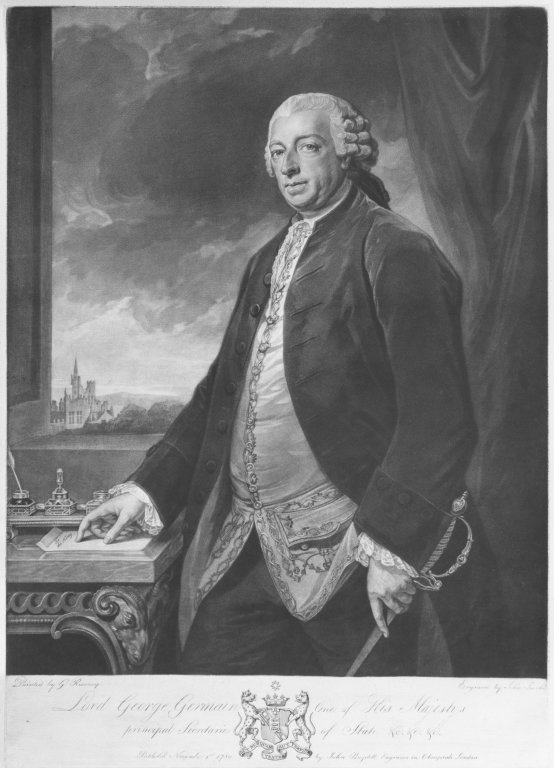
George Sackville Germain, d'après George Romney (1780).

Il a eu Jacob Matthias Schmutzer pour professeur de dessin et de gravure à l'académie de gravure de Vienne en 1768. Voyant qu'il est doué pour la gravure, Schmutzer organise son voyage à Londres, probablement à l'école de JG Haids avec Thomas Watson et W. Dickinson, se perfectionner sur le plan technique et artistique,. Jacobé y rencontre notamment Richard Earlom et William Pether qui exercent sur lui une forte influence, ce qui le mène à se spécialiser dans leur technique de prédilection : la manière noire. Il réalise à Londres plusieurs estampes, surtout d'après les peintures de Joshua Reynolds et George Romney.
À son retour en 1781, il devient professeur de gravure sur cuivre à l'Académie impériale des Beaux-Arts,, où il a comme élèves le peintre Joseph Pichler (de), le miniaturiste et lithographe Vinzenz Georg Kininger (de), le graveur Franz Wrenk,.
Il devient plus tard conseiller impérial.
Les estampes de Jacobé, montrent dès le début (1772) « une compétence technique considérable », et sont selon Wurzbach « parmi les plus belles en gravure, se distinguent par leur perfection technique, ainsi que par l'esprit d'exécution. » Il a s'est aussi essayé à la peinture et est un très bon dessinateur : il « savait donner à ses gravures une touche de peinture, et éliminer la douceur de la manière noire par un traitement intelligent et une expression vigoureuse. » Il a notamment exécuté des gravures d'après celles de Rembrandt.
Ses estampes sont très recherchées et très rares, et de grande valeur.